# Ewolucja układu nerwowego
Ewolucja układu nerwowego – powstanie i rozwój układu nerwowego na drodze zmian ewolucyjnych u zwierząt. Neurony rozwinęły się jako wyspecjalizowane komórki przesyłające sygnały elektryczne u zwierząt wielokomórkowych, adaptując mechanizm potencjału czynnościowego, obecnego już u ruchliwych jednokomórkowych czy kolonialnych eukariotów. Najpierw powstała prosta sieć komórek nerwowych spotykana u zwierząt takich jak parzydełkowce. Następnie u zwierząt o symetrii dwubocznej pojawiły się pnie nerwowe: pień nerwowy brzuszny u większości bezkręgowców oraz pień nerwowy grzbietowy, otoczony struną grzbietową u strunowców. Bilateralizacja doprowadziła do ewolucji mózgu w procesie zwanym cefalizacją.
Zrekonstruowanie ewolucji układu nerwowego nie należy do zadań łatwych. Nauka poznała nieliczne tylko formy zamieszkujące Ziemię w przeszłości, a dostępny nauce zapis kopalny często nie zachowuje informacji o układzie nerwowym – jego ślad zachowuje się tylko wyjątkowo. W efekcie rozwój tego układu opisuje się na podstawie anatomii porównawczej i embriologii, posiłkując się prawem biogenetycznym. Badając rozwój układu nerwowego u zwierząt dziś występujących i odnosząc jego budowę u najbardziej podobnych zwierząt dzisiejszych, wnioskuje się o jego budowie u zwierząt wymarłych i w ten sposób odtwarza jego rozwój.

## Prekursorzy
Potencjał czynnościowy, niezbędny dla aktywności neuronalnej, wyewoluował już u jednokomórkowych eukariotów. Wykorzystują one raczej potencjał wynikający z nierównowagi stężeń kationów wapnia, niż sodu, ale ten mechanizm został prawdopodobnie zaadaptowany do przekazywania sygnałów elektrycznych przez neurony zwierząt wielokomórkowych. W pewnych koloniach eukariontów, jak Obelia, sygnały elektryczne ulegają propagacji nie tylko przez sieci nerwowe, ale także przez komórki nabłonkowe wspólnego układu pokarmowego kolonii.

## Gąbki
W środkowej warstwie ciała gąbek znajdują się wielobiegunowe komórki o długich, cienkich wypustkach. Komórki łączą się ze sobą za pomocą tych wypustek. Gąbki nie wytwarzają jednak komórek łączących się między sobą za pomocą synaps. Nie mając neuronów, nie mają też układu nerwowego. Dysponują jednak pewnymi homologami licznych genów grających kluczowe role w funkcji synaps. Niedawne badania wykazały, że w komórkach gąbek ulega ekspresji grupa białek gromadzących się razem i tworzących w ten sposób strukturę przypominającą błonę postsynaptyczną, odbierającą sygnały przekazywane przez synapsę. Jednak funkcja tej struktury pozostaje niejasna. Choć komórki gąbek nie wykazują transmisji synaptycznej, komunikują się z innymi poprzez fale wapniowe i inne impulsy, które mediują proste czynności, jak skurcz całego ciała.

## Sieć nerwowa
Parzydełkowce, żebropławy i spokrewnione z nimi zwierzęta wytwarzają rozsiane sieci nerwowe, bez ośrodkowego układu nerwowego. Jednakże u tych zwierząt można mówić już o układzie nerwowym. U większości meduz sieć nerwowa rozmieszczona jest mniej lub bardziej równomiernie w całym ciele. U żebropławów koncentruje się w okolicy otworu gębowego. Sieć nerwowa składa się z neuronów czuciowych odbierających bodźce chemiczne, dotykowe, wzrokowe, motoneuronów wywołujących skurcze ściany ciała oraz interneuronów wykrywających wzorce aktywności neuronów czuciowych i przesyłających sygnały do grup motoneuronów. Wypustki czuciowe jamochłonów rozmieszczone są w wewnętrznej i zewnętrznej warstwie ciała. Pojawiają się też proste narządy zmysłów: wzroku i równowagi (statocysty). W ektodermie istnieją również komórki nabłonkowo-zmysłowe. Z kolei wypustki nerwowe łączą się z komórkami mięśniowymi. W niektórych przypadkach grupy interneuronów gromadzą się w odrębne zwoje.
U promienistych układ nerwowy rozwinął się w sposób względnie niezorganizowany. W przeciwieństwie do zwierząt dwubocznie symetrycznych te o symetrii promienistej cechują się tylko dwoma pierwotnymi warstwami komórek: ektodermą i endodermą. Neurony tworzą się ze specjalnej grupy ektodermalnych komórek prekursorowych, z których powstaje także każdy inny rodzaj komórek ektodermalnych.

## Pnie nerwowe

Układ nerwowy zwierzęta o symetrii dwubocznej, z pniem nerwowym o segmentalnych poszerzeniach i mózgiem z przodu

Znacząca większość istniejących obecnie zwierząt ma symetrię dwuboczną. Ich lewa i prawa strona ciała są mniej więcej swymi odbiciami lustrzanymi. Uważa się, że wszystkie zwierzęta o symetrii dwubocznej pochodzą od wspólnego przodka o robakowatym ciele, który pojawił się w okresie ediakaru, 550–600 milionów lat temu. Zasadniczo ciało takiego zwierzęcia jest rurą z wydrążonym jelitem przebiegającym od otworu gębowego do odbytowego i pniem nerwowym z poszerzeniem (zwojem) dla każdego segmentu, szczególnie dużym na przedzie, nazywanym mózgiem.

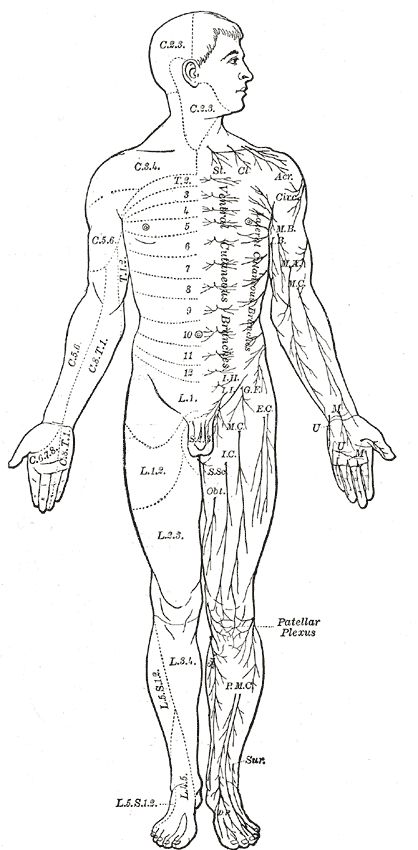
Pozostałość metamerii u człowieka: obszary skóry unerwiane przez kolejne nerwy rdzeniowe

Nawet ssaki, w tym człowiek rozumny, zachowują segmentowaną, dwubocznie symetryczną budowę na poziomie układu nerwowego. Rdzeń kręgowy wiąże się z szeregiem segmentalnych zwojów, od których odchodzą nerwy ruchowe i czuciowe zaopatrujące właściwe im dermatomy i leżące wewnątrz mięśnie. W przypadku kończyn plan unerwienia jest złożony, jednak na tułowiu zachowań jest wzór szeregu wąskich pasów. 3 szczytowe segmenty należą do mózgu, tworzą się z nich przodomózgowie, śródmózgowie i tyłomózgowie.
Zwierzęta dwubocznie symetrycznie dzieli się, bazując na ich rozwoju embrionalnym, na 2 duże grupy o randze wyższej od typów: pierwouste i wtórouste. Te ostatnie obejmują takie bezkręgowce, jak szkarłupnie, półstrunowce i Xenoturbellida. Pierwouste, grupa bardziej zróżnicowana, obejmują m.in. stawonogi, mięczaki i różnorodne typy zwierząt o robakowatym ciele. Pomiędzy tymi dwoma grupami występują ważna różnica w miejscu zajmowanym przez układ nerwowy w obrębie ciała. Pierwouste mają pień nerwowy na brzusznej (zazwyczaj dolnej) stronie ciała, podczas gdy u wtóroustych leży on po grzbietowej (zazwyczaj górnej) stronie ciała. W rzeczywistości liczne cechy ciał są u tych grup wzajemnie odwrotne, w tym wzorce ekspresji pewnych genów wykazujące gradient grzbietowo-brzuszny. Większość anatomów obecnie uważa ciała przedstawicieli tych dwóch grup za wzajemnie odwrócone. Hipotezę tę zaproponował jako pierwszy Geoffroy Saint-Hilaire dla owadów, porównując je z kręgowcami. Dlatego owady mają pnie nerwowe w brzusznej części ciała, podczas gdy u wszystkich kręgowców rdzeń kręgowy ulokowany jest w części grzbietowej, w obu przypadkach pośrodkowo.

### Robaki

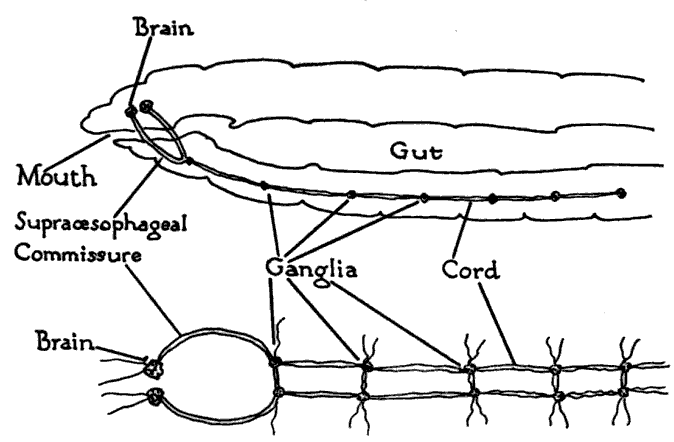
Układ nerwowy dżdżownicy. Na górze widok od przodu. Na górze wyizolowany układ nerwowy z góry

Najprostsze zwierzęta dwubocznie symetrycznie to robaki. Prezentują one podstawową strukturę układu nerwowego o symetrii dwubocznej w najprostszy sposób.
Ośrodkowy układ nerwowy pojawia się po raz pierwszy u robaków płaskich. Występuje u nich parzysty zwój nerwowy, od którego odchodzą czuciowe i ruchowe włókna nerwowe. U zwierząt tych komórki nerwowe obecne są także w nerwach.
Bardziej zorganizowany układ nerwowy prezentują również określane niegdyś mianem robaków pierścienice. Dżdżownica ma podwójny pień nerwowy brzuszny biegnący przez całą długość jej ciała, od jamy ustnej do końca ciała. Pnie nerwowe łączą się z biegnącymi poprzecznie nerwami, przypominającymi szczeble w drabinie, widać tutaj przykład metamerii. Biorą one udział w koordynacji obu stron ciała zwierzęcia. Dwa zwoje w okolicy końca głowy pełnią funkcję prostego mózgu. W obrębie tych zwojów perikariony znajdują się od zewnątrz, środek wypełnia neuropil. Fotoreceptory na plamkach ocznych dostarczają informacji o świetle bądź ciemności. U wyższych pierścienic oba zwoje nerwowe są połączone, tworzy się nieparzysty brzuszny łańcuch nerwowy.
Układ nerwowy bardzo małych rozmiarów nicienia Caenorhabditis elegans został zmapowany aż do poziomu synaps. Uwzględniono każdy neuron i jego linię komórkową, poznano większość, jeśli nie wszystkie połączenia neuronalne. U tego gatunku układ nerwowy wykazuje dymorfizm płciowy. Występują dwie płcie: samce i hermafrodyty, różniące się ilością neuronów i gruami komórek nerwowych obsługujących czynności specyficzne dla płci. C. elegans samce mają dokładnie 383 neurony, a hermafrodyty dokładnie 302.

### Stawonogi

Anatomia pająka, układ nerwowy zaznaczono na niebiesko

Stawonogi, jak owady czy pajęczaki, posiadają układ nerwowy zbudowany z serii zwojów połączonych brzusznym pniem nerwowym, tworzonym przez 2 połączenia biegnące przez całą długość brzusznej strony ciała. Mózg, najlepiej rozwinięty u owadów społecznych, jak mrówki, pszczoły, termity, leży w segmencie głowowym, mówi się też o zwoju nadprzełykowym. Dzieli się na protocerebrum, deutocerebrum i tritocerebrum. Zaraz za mózgiem znajduje się zwój podprzełykowy, zbudowany z trzech par połączonych ze sobą zwojów. Kontroluje on aparat gębowy, gruczoły ślinowe i pewne mięśnie. Wiele stawonogów posiada dobrze rozwinięte narządy zmysłów, w tym stanowiące zmysł wzroku oczy złożone oraz czułki zapewniające węch i wykrywające feromony. Informacje odbierane przez te narządy zmysłów trafiają do mózgu.
Podwójne zwoje metameryczne mogą łączyć się w pojedynczy zwój.
U owadów wiele neuronów posiada ciała rozmieszczone na obrzeżach mózgu, pasywne elektrycznie. Rola perikarionów polega jedynie na zapewnianiu wsparcia metabolicznego, nie bierze zaś udziału w przekazywaniu sygnałów. Włókna ptotoplazmatyczne biegną przez ciało komórki nerwowej i rozgałęziają się obficie, pewne ich części przekazują sygnały, a inne je zbierają. Wobec tego większa część owadziego mózgu zbudowana jest z pasywnych perikarionów zgrupowanych na obwodzie, podczas gdy przesyłanie sygnałów odbywa się w plątaninie włókien protoplazmatycznych (neuropile) ulokowanej w centrum.

## Cewa nerwowa strunowców

Schemat budowy lancetnika.
1) pęcherzyk mózgowy 2) struna grzbietowa 3) cewa nerwowa 16) komórka światłoczuła 17) nerwy

Pośród wtóroustych prócz szkarłupni o symetrii promienistych znajdują się strunowce. Zwierzęta te wykształciły strunę grzbietową, a ich układ nerwowy tworzą cewę nerwową pochodzenia ektodermalnego. U osłonic wymienione dwa narządy istnieją jedynie na początku ontogenezy, w dalszym jej ciągu zanikają (wyjątek stanowią appendikularie, u których zachowuje się strun grzbietowa, a cewa nerwowa przekształca się w pień nerwowy grzbietowy, budowany przez zwoje nerwowe połączone włóknami nerwowymi).
U należącego do bezczaszkowców lancetnika w czasie jego rozwoju embrionalnego z leżącej grzbietowo w stosunku do struny grzbietowej ektodermy tworzącej płytę nerwową powstaje najpierw rynienka nerwowa, która daje początek cewie nerwowej. Zarówno struna grzbietowa, jak i cewa nerwowa nie zanikają przez całe życie zwierzęcia, co więcej, cewa nerwowa tworzy rdzeń kręgowy, porównywany do podłużnego pręta, trójkątnego w przekroju (z uchyłkiem po stronie grzbietowej w efekcie niepełnego zrośnięcie się brzegów rynienki), wydrążonego w środku. Podłużnny kanał w jego wnętrzu wyściełają komórki ependymalne. Z rdzenia odchodzą metameryczne korzenie brzuszne, naprzemiennie z korzeniami grzbietowymi. Pod względem histologicznym uwagę zwracają komórki Rhodego, należące do komórek kojarzeniowych (umożliwiają komunikację pomiędzy przednimi a tylnymi komórkami ruchowymi).
U lancetnika pojawia się też pęcherzyk czołowy, odpowiednik pęcherzyka mózgowego kręgowców. Wyróżnia go histologia: tworzy go jednowarstwowy nabłonek migawkowy. Narządy zmysłu wzroku stanowią oczka, czyli pojedyncze komórki swiatłoczułe, leżące w rdzeniu. Uważa się jednak, że brak oczu pojawił się u lancetnika wtórnie, jako że zwierzę to większość swego życia spędza zagrzebane w piasku dna morskiego.
U kręgowców już w trakcie rozwoju zarodkowego z proksymalnej części cewy nerwowej powstają 3 pęcherzyki. Rozwijają się z nich przodomózgowie, śródmózgowie i tyłomózgowie. Przodomózgowie dzieli się dalej, tworząc kresomózgowie i międzymózgowie.
U ssaków z tyłomózgowia powstają 2 pęcherzyki, tworzące tyłomózgowie wtórne i rdzeniomózgowie (rdzeń przedłużony).

## Ewolucja mózgu ludzkiego
U przodków współczesnych ludzi w trakcie ewolucji dochodziło do stopniowego wzrostu objętości mózgu. Proces ten rozpoczął się od objętości około 600 cm3 u Homo habilis, osiągając 1500 cm3 u Homo sapiens neanderthalensis. Istnieje ogólna korelacja pomiędzy objętością mózgu a inteligencją. Jednakże współczesny Homo sapiens ma mniejszą objętość mózgu (1250 cm3) od neandertalczyka, a zwane hobbitami Homo floresiensis cechowały się objętością czaszki 380 cm3, około jednej trzeciej objętości Homo erectus, zbyt małej nawet jak dla szympansa. Zaproponowano, że H. floresiensis wyewoluował z H. erectus w mechanizmie karłowacenia wyspowego. Pomimo niewielkiego mózgu istnieją dowody na używanie przez hobbita ognia i wykorzystywanie kamiennych narzędzi, zbyt wysublimowanych dla proponowanego przodka, H. erectus. Iain Davidson podsumował ewolucyjne ograniczenie wielkości mózgu, uznając, że powinien on być tak wielki, jak potrzeba, i tak mały, jak może być.